# Linia kolejowa Złotków – Biskupie Konińskie
Linia kolejowa Złotków – Biskupie Konińskie – zlikwidowana, jednotorowa, wąskotorowa linia kolejowa o długości około 10 km, będąca łącznikiem linii Anastazewo – Jabłonka Słupecka z linią prowadzącą w kierunku Sompolna.
Linię wybudowano około 1985 roku w zastępstwie rozebranej przez KWB Konin części linii Jabłonka Słupecka – Wilczyn, która miała połączyć stację w Sompolnie z Anastazewem i Gnieznem. Trasa powstała jako jednotorowa linia wąskotorowa o rozstawie szyn 750 mm. Linia przetrwała do około 2001 roku, kiedy to zawieszono regularne połączenia w całym regionie. Ostatni pociąg po linii przejechał w połowie 2003 roku. Od tamtego czasu torowisko przerywano budową dróg lub odkrywkami węgla. Ostateczna rozbiórka linii miała miejsce w drugiej połowie 2013 roku.